# Ponts sur Seulles
Ponts sur Seulles ist eine französische Gemeinde mit 1.211 Einwohnern (Stand: 1. Januar 2022) im Département Calvados in der Region Normandie. Sie gehört zum Arrondissement Bayeux und zum Kanton Thue et Mue.
Die Gemeinde entstand als Commune nouvelle im Zuge einer Gebietsreform zum 1. Januar 2017 durch die Fusion der drei ehemaligen Gemeinden Amblie, Lantheuil und Tierceville, die nun Ortsteile von Ponts sur Seulles darstellen. Lantheuil fungiert dabei als „übergeordneter Ortsteil“ als Verwaltungssitz.

## Gliederung
| Ortsteil                      | ehemaliger INSEE-Code | Fläche (km²) | Einwohnerzahl (2018) |
| ----------------------------- | --------------------- | ------------ | -------------------- |
| Amblie                        | 14008                 | 5,82         | 274                  |
| Lantheuil (Verwaltungssitz)00 | 14355                 | 4,42         | 747                  |
| Tierceville                   | 14690                 | 2,62         | 157                  |

## Sehenswürdigkeiten
- Amblie:
  - Kirche Saint-Pierre, Portal Monument historique[3]
  - zwei Schlösser, eines Monument historique[4]
- Lantheuil:
  - Kirche Sainte-Trinité, Monument historique[5]
  - Kirche Saint-Sylvestre
  - Schloss Manneville, Schlosspark Kulturgut[6]
- Tierceville:
  - Kirche Saint-Martin, Kulturgut, Portal Monument historique[7][8]
  - Schloss Tierceville, Kulturgut[9]
  - Lavoir, Kulturgut[10]

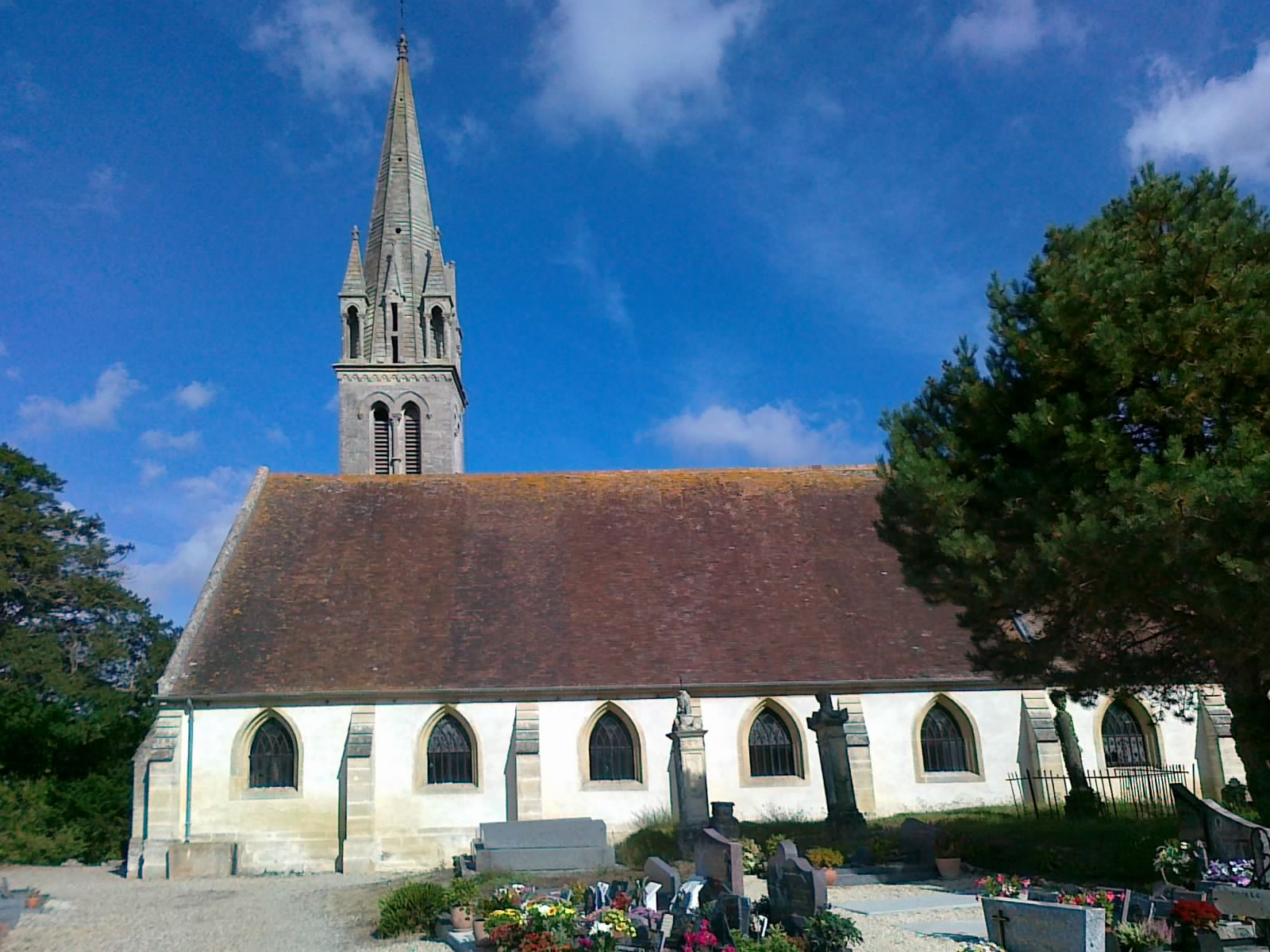
Kirche Saint-Pierre in Amblie
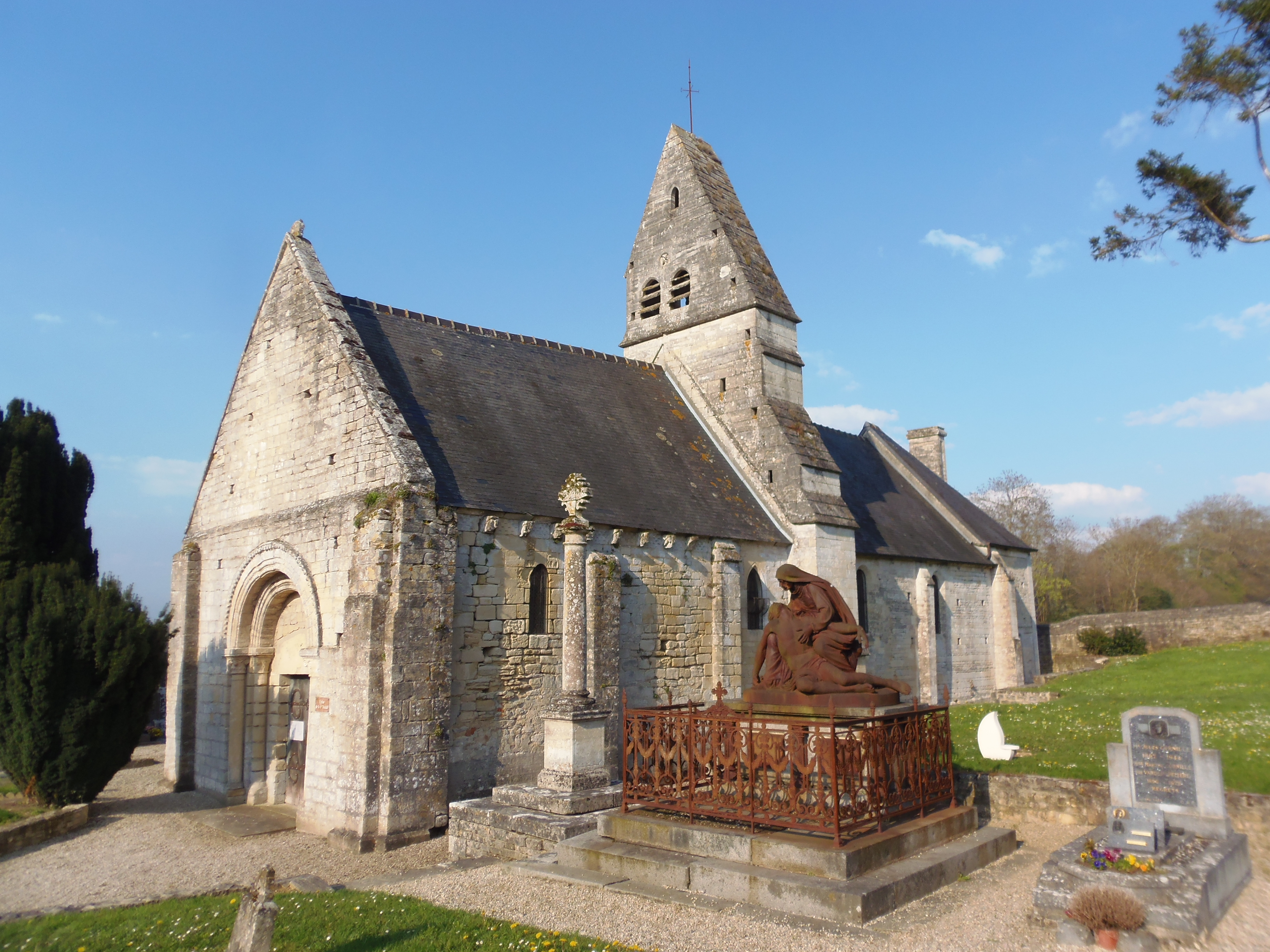
Kirche Sainte-Trinité in Lantheuil
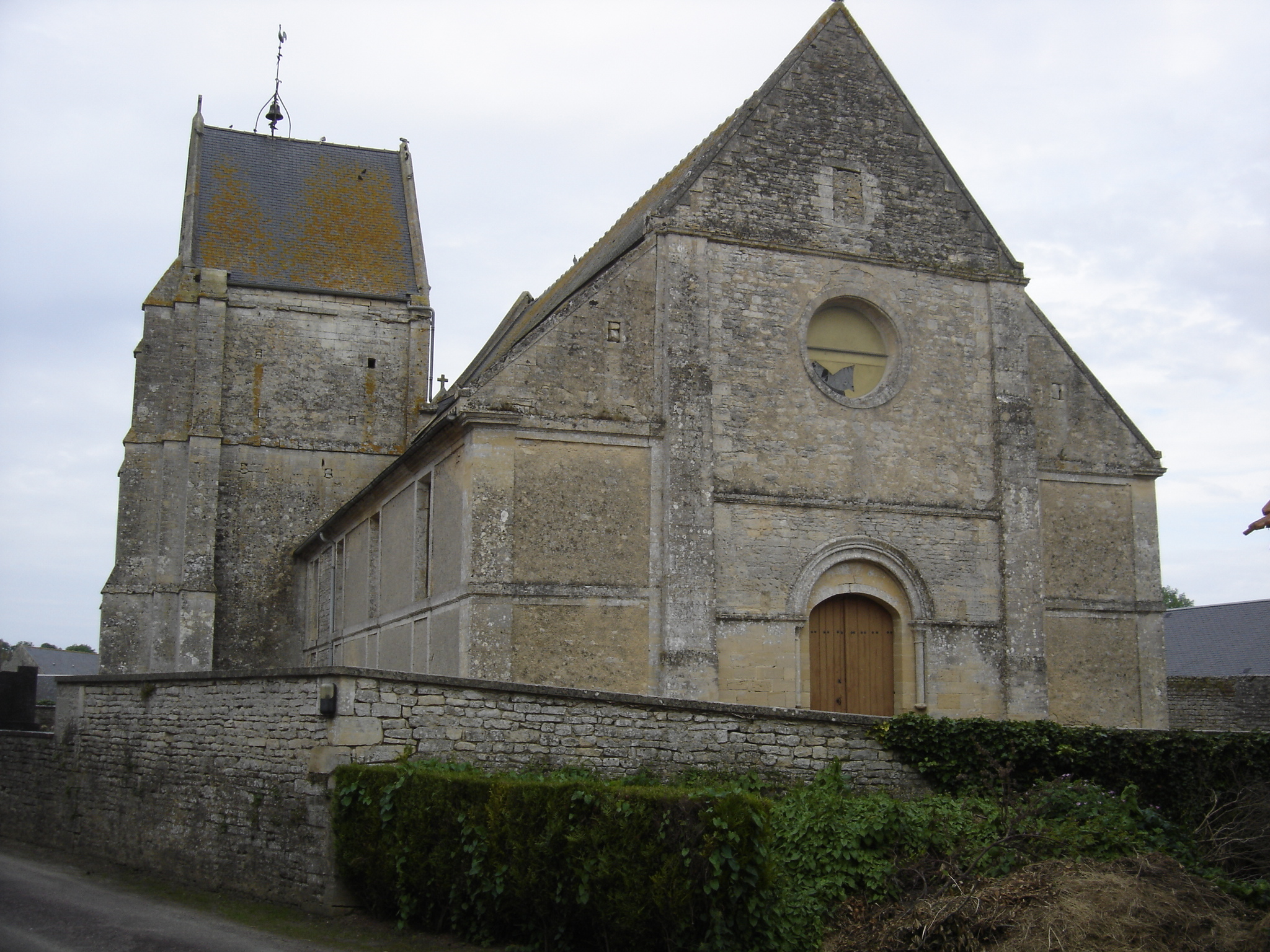
Kirche Saint-Martin in Tierceville